# Ryan Lindgren
Ryan Lindgren (* 11. Februar 1998 in Burnsville, Minnesota) ist ein US-amerikanischer Eishockeyspieler, der seit Juli 2025 bei den Seattle Kraken in der National Hockey League (NHL) unter Vertrag steht. Zuvor verbrachte der Verteidiger sieben Jahre in der Organisation der New York Rangers und war kurzzeitig für die Colorado Avalanche aktiv. Sein älterer Bruder Charlie Lindgren ist ebenfalls professioneller Eishockeyspieler.

## Karriere
Lindgren kam in Burnsville im US-Bundesstaat Minnesota zur Welt. Seine Karriere begann Lindgren mit Beginn der Saison 2011/12 in der High-School-Eishockeymannschaft der Shattuck St. Mary’s. Er erreichte in insgesamt 180 Einsätzen 172 Scorerpunkte. Zur Saison 2014/15 schloss sich der US-Amerikaner dem USA Hockey National Team Development Program (NTDP) des US-amerikanischen Eishockeyverbandes USA Hockey an. Er verbrachte den Großteil der Spielzeit mit der Mannschaft in der United States Hockey League (USHL). Dort erreichte er in 60 Einsätzen 25 Scorerpunkte.
Im NHL Entry Draft 2016 wurde Lindgren in der zweiten Runde an 49. Position von den Boston Bruins aus der National Hockey League (NHL) ausgewählt. Gleichzeitig begann Lindgren ein Studium an der University of Minnesota und lief für deren Eishockeyteam in der National Collegiate Athletic Association (NCAA) auf. Dort erreichte der Verteidiger in 67 Spielen 16 Scorerpunkte.
Im Oktober 2018 wurde Lindgren gemeinsam mit einem Erstrunden-Wahlrecht im NHL Entry Draft 2018, den Spielern Ryan Spooner und Matt Beleskey sowie einem Siebtrunden-Wahlrecht im NHL Entry Draft 2019 im Tausch für Rick Nash an die New York Rangers abgegeben. Lindgren unterzeichnete im März 2018 einen Einstiegsvertrag bei den New York Rangers. Diese setzten ihn vorerst bei ihrem Farmteam Hartford Wolf Pack in der American Hockey League (AHL) ein. Nach einer halben Saison regelmäßiger AHL-Einsatzzeit gab er schließlich im Januar 2019 sein Debüt für die New York Rangers in der NHL, dem bis zum Ende der Spielzeit vier weitere Partien folgten. Das AHL-Spieljahr beendete er mit zwölf Punkten in 65 Spielen für das Hartford Wolf Pack. Mit Beginn der Saison 2019/20 etablierte sich Lindgren im NHL-Aufgebot der New York Rangers und kam dort fortan regelmäßig zum Einsatz.
Nach sieben Jahren in New York wurde Lindgren im März 2025 samt Jimmy Vesey und den Rechten an Hank Kempf an die Colorado Avalanche abgegeben. Im Gegenzug erhielten die Rangers Calvin de Haan, Juuso Pärssinen und ein Zweitrunden- sowie ein Viertrunden-Wahlrecht im NHL Entry Draft 2025. Im Juli 2025 wurde Lindgren als Free Agent verfügbar und unterzeichnete in der Folge einen Vierjahresvertrag mit einem Gesamtvolumen von 18 Millionen US-Dollar bei den Seattle Kraken.

### International
Im Juniorenbereich nahm Lindegren für die USA an der World U-17 Hockey Challenge 2015 teil, bei der das Team die Silbermedaille gewann. Bei der U18-Junioren-Weltmeisterschaft 2016 gewann er mit der Nationalmannschaft die Bronzemedaille. Bei den U20-Junioren-Weltmeisterschaften 2017 und 2018 gelang ihm der Gewinn der Goldmedaille sowie der Bronzemedaille.

## Erfolge und Auszeichnungen
- 2015 Silbermedaille bei der World U-17 Hockey Challenge
- 2016 Bronzemedaille bei der U18-Junioren-Weltmeisterschaft
- 2017 Goldmedaille bei der U20-Junioren-Weltmeisterschaft
- 2018 Bronzemedaille bei der U20-Junioren-Weltmeisterschaft

## Karrierestatistik
Stand: Ende der Saison 2024/25

### International
Vertrat die USA bei:
- World U-17 Hockey Challenge 2015
- U18-Junioren-Weltmeisterschaft 2016
- U20-Junioren-Weltmeisterschaft 2017
- U20-Junioren-Weltmeisterschaft 2018

(Legende zur Spielerstatistik: Sp oder GP = absolvierte Spiele; T oder G = erzielte Tore; V oder A = erzielte Assists; Pkt oder Pts = erzielte Scorerpunkte; SM oder PIM = erhaltene Strafminuten; +/− = Plus/Minus-Bilanz; PP = erzielte Überzahltore; SH = erzielte Unterzahltore; GW = erzielte Siegtore; 1 Play-downs/Relegation; Kursiv: Statistik nicht vollständig)